# Romelia Alarcón Folgar
Romelia Alarcón Barrios de Folgar (Cobán, Alta Verapaz, 1900-1971) va ser una poeta, periodista, i sufragista guatemalenca. Molts dels seus temes van tenir alguna cosa a veure amb l'entorn i els drets de les dones. És considerada una de les poetes més notables de Guatemala del segle xx.

## Biografia
Romelia va néixer el 1900 a Cobán, Alta Verapaz, Guatemala de Maria Barrios Noriega i Salvador Alarcón. Es va casar amb Domingo Folgar Garrido i van tenir set nens. No va començar a escriure fins a tenir criada la família i tota la seva obra la va fer amb el seu cognom de casada.A través dels seus llaços amb intel·lectuals i artistes, malgrat una carència de formació formal, va ser capaç de crear una carrera en el periodisme i com poeta, esdevenint «una de les poetes guatemalenques més importants del segle XX». El 1945, inspirada en l'èxit del sufragi per dones a Anglaterra, França, i els Estats Units. Alarcón es va unir amb Laura Bendfeldt, Maria Albertina Gálvez, Clemencia de Herrarte, Gloria Menéndez Mina, Adriana de Palarea, Graciela Quan i Magdalena Spínola per formar el Comitè Pro-Ciutadania per lluitar pel sufragi de les dones guatemalenques.
Romelia va treballar com a periodista de ràdio i de vegades per a]diaris, també publicant peces en revistes.Va fundar la Revista Minuto, i com a editora de la Revista Pan-Americana, va viatjar internacionalment. Va publicar tretze llibres durant la seva vida i després de la seva mort, una de les seves filles en va publicar dos més. El 1938, va començar a publicar poemes amb el llibre Llamaradas (Blaze). En ell, parla com una ecologista precursora i l'obligació de preservar la natura com a mitjans de protegir la població mestissa. A diferència de poemes més tardans, coneguts pels seus comentaris socials, la col·lecció a Llamaradas s'unien pel tema central de protegir el gran arbre maia. Algunes de les seves primeres obres se centren en temes domèstics que no estaven dinsdels límits del que s'esperava en la poesia del dia. Altres van discutir la lluita per crear. Ja, els treballs més tardans denunciaven el lloc de les dones en la societat, la manca de llibertat i els seus treballs finals lamentaven la seva invisibilitat i incomoditat de no ser compreses.
Alarcón Folgar va morir el 19 de juliol de 1971 i va ser enterrada en el Cementiri General de la ciutat de Guatemala.

## Obres

### Poemes
- 1938 Plaquetes
- 1938 Llamaradas
- 1944 Cauce
- 1944 Clima verde en dimensión de angustia
- 1954 Isla de novilunios
- 1957 Viento de colores
- 1958 Día vegetal
- 1959 Vigilia blanca
- 1961 Claridad
- 1963 Poemas de la vida sencillo
- 1964 Pecado brújula
- 1964 Plataforma de cristal
- 1966 Pasos sobre la yerba
- 1967 Casa de pájaros
- 1970 Tránsito terrestre
- 1972 Tiempo inmóvil
- 1976 Más allá de la voz
- 1976 El Vendedor de trinos

### Contes
- 1950 Cuentos de la Abuelita
- 1964 Pecado brújula: cuentos
- 1968 Gusano de luz: cuentos infantiles
- 1968 Vendedor de trinos: cuentos de misterio